# Verschlusssachenanweisung
Die Verschlusssachenanweisung (Allgemeine Verwaltungsvorschrift zum materiellen Geheimschutz – VSA) ist eine Allgemeine Verwaltungsvorschrift des Bundesministeriums des Innern. Sie richtet sich an Bundesbehörden und bundesunmittelbare öffentlich-rechtliche Einrichtungen (Dienststellen), die mit Verschlusssachen arbeiten, sowie an dort tätige Personen, die Zugang zu Verschlusssachen haben oder eine Tätigkeit ausüben, bei der sie sich Zugang zu Verschlusssachen verschaffen können.
Einen guten und übersichtlichen Einstieg in die Rechtsmaterie bieten die Anlagen I-VIII zur Verwaltungsvorschrift. Sie enthalten Hinweise zur Geheimschutzorganisation, zur Geheimschutzdokumentation, zur Einstufung und Handhabung der Unterlagen, die als Verschlusssachen zu behandeln sind. Auch das Merkblatt zur Behandlung von Verschlusssachen des Geheimhaltungsgrades VS-NUR FÜR DEN DIENSTGEBRAUCH (VS-NfD-Merkblatt) gibt praxisnah eine grobe Übersicht, wie vielschichtig die Thematik ist.
Während der personelle Geheimschutz in erster Linie im Sicherheitsüberprüfungsgesetz (SÜG) geregelt ist, enthält die nach § 35 SÜG erlassene Verschlusssachenanweisung Vorschriften zum materiellen und organisatorischen Schutz von Verschlusssachen.
Die hier besprochene Verwaltungsvorschrift ist vom Bundesinnenministerium erlassen, sie richtet sich an Bundesbehörden.
Die Bundesländer erlassen ähnliche Rechtsvorschriften, die sich an ihre Institutionen und Mitarbeiter richtet. Um ein einheitliches Sicherheitsniveau zu gewährleisten, ähneln Themen, Inhalte und Aussagen den Regelungen des Bundes.
Exemplarisch sei hier Rheinland-Pfalz benannt, Verwaltungsvorschrift zum materiellen Geheimschutz  Verschlusssachenanweisung – VSA, Verwaltungsvorschrift des Ministeriums des Innern und für Sport vom 14. November 2023, veröffentlicht im Ministerialblatt der Landesregierung von RLP am 11. März 2024, Nr. 4.

## Gliederung
Die Verschlusssachenanweisung ist in elf Abschnitte gegliedert. Zudem umfasst sie acht Anlagen.
- Abschnitt I: Allgemeine Bestimmungen
- Abschnitt II: Geheimschutzorganisation und Geheimschutzdokumentation
- Abschnitt III: aufgelöst (vor Novellierung: Geheimschutzdokumentation)
- Abschnitt IV: Einstufung und Befristung
- Abschnitt V: Handhabung von Verschlusssachen
- Abschnitt VI: Zusammenarbeit mit nichtdeutschen Stellen und nichtöffentlichen Stellen mit Sitz im Ausland
- Abschnitt VII: Materielle und technische Maßnahmen
- Abschnitt VIII: Einsatz von Informationstechnik
- Abschnitt IX: Kryptopersonal und Handhabung von Kryptomitteln
- Abschnitt X: Aufrechterhaltung des Geheimschutzes
- Abschnitt XI: Abschließende Regelungen

## Vorgängerregelung
Die Allgemeine Verwaltungsvorschrift des Bundesministeriums des Innern zum materiellen und organisatorischen Schutz von Verschlusssachen (VS-Anweisung – VSA) vom 31. März 2006 in der Fassung vom 26. April 2010 trat zum 1. September 2018 außer Kraft.